# 9450 Akikoizumo
9450 Akikoizumo è un asteroide della fascia principale. Scoperto nel 1998, presenta un'orbita caratterizzata da un semiasse maggiore pari a 2,1582306 au e da un'eccentricità di 0,1302782, inclinata di 4,24640° rispetto all'eclittica.